# 浄土三曼荼羅
浄土三曼荼羅（じょうどさんまんだら）とは、日本において伝統的に極楽浄土を描いた浄土変相図（浄土曼荼羅）のうち主要な三種の構図を指す言葉である。また、それぞれの種別の元となった原本自体を指して言う場合もある。
- 当麻曼荼羅 - 原本は當麻寺、『観無量寿経』変相図。
- 智光曼荼羅 - 原本は元興寺、『阿弥陀経』変相図。
- 清海曼荼羅 - 原本は超昇寺、『観無量寿経』変相図。